# Елсдорф-Вестермилен
Елсдорф-Вестермилен (њем. Elsdorf-Westermühlen) општина је у њемачкој савезној држави Шлезвиг-Холштајн. Једно је од 165 општинских средишта округа Рендсбург. Према процјени из 2010. у општини је живјело 1.678 становника. Посједује регионалну шифру (AGS) 1058047.

## Географски и демографски подаци
Елсдорф-Вестермилен се налази у савезној држави Шлезвиг-Холштајн у округу Рендсбург. Општина се налази на надморској висини од 11 метара. Површина општине износи 27,5 km². У самом мјесту је, према процјени из 2010. године, живјело 1.678 становника. Просјечна густина становништва износи 61 становника/km².